# The Secret Life of Marilyn Monroe
The Secret Life of Marilyn Monroe (br: A Vida Secreta de Marilyn Monroe ) é um telefilme norte-americano de 2015 dirigido por Laurie Collyer e escrito por Stephen Kronish baseado no livro homônimo de J. Randy Taraborrelli. Foi estrelado por Kelli Garner como a atriz Marilyn Monroe e exibido em dois episódios pelo canal Lifetime nos dias 30 e 31 de maio de 2015.
A série foi indicada a três Emmys em 2015, ano de seu lançamento, mas todos em categorias técnicas.

## Enredo
A história apresenta a relação familiar de Norma Jean, mais conhecida como Marilyn Monroe (Kelli Garner) em dois momentos de sua vida: a infância e a vida adulta. Norma (Sarah Abbott, na fase infantil da personagem), nome verdadeiro de Marilyn, era filha de Gladys Pearl Baker (Susan Sarandon), uma mulher mentalmente perturbada, a quem a menina tenta ajudar.
Quando era jovem, Gladys (Eva Amurri Martino) foi sexualmente livre e, por vezes, violenta. Diagnosticada com esquizofrenia paranoica, ela tentou educar Norma na crença de que o sexo era algo que ela deveria evitar a todo custo. Religiosa, Gladys também tentou manter a filha longe das drogas, bem como convencê-la a frequentar a igreja. Mais tarde, quando Gladys é internada em um hospício, Norma passa a viver com Grace McKee (Emily Watson), amiga de sua mãe, que se torna sua guardiã. No entanto, a menina é enviada ao orfanato quando Grace se casa.
Norma voltaria a viver com Grace na adolescência. É nesta época que ela conhece seu primeiro marido, Jimmy Dougherty (Giacomo Gianniotti), um detetive da polícia de Los Angeles que se casa com ela.
A história também mostra a relação de Marilyn com Joe Di Maggio (Jeffrey Dean Morgan), seu segundo marido. Famoso jogador de beisebol aposentado, Joe desejava uma esposa que ficasse em casa cuidando do marido e dos filhos. Reservado, DiMaggio não consegue lidar com a fama da esposa, de quem se divorcia nove meses após o casamento. Após o divórcio, quando Marilyn começa a ter problemas com o álcool e as drogas, DiMaggio tenta ajudá-la a se afastar deste estilo de vida.

## Elenco
- Kelli Garner ... Marilyn Monroe
- Susan Sarandon ... Gladys Monroe Mortenson, mãe de Marilyn
- Emily Watson ... Grace McKee, mãe adotiva de Marilyn, mais tarde chamado de "tia"
- Jack Noseworthy ... Alan DeShields, terapeuta de Marilyn
- Giacomo Gianniotti ... Jimmy Dougherty, primeiro marido de Marilyn
- Jeffrey Dean Morgan ... Joe DiMaggio, segundo marido de Marilyn
- Stephen Bogaert ... Arthur Miller, terceiro marido de Marilyn
- Matthew Bennett ... Whitey, maquiador de Marilyn
- Embeth Davidtz ... Natasha Lytess, professor de teatro de Marilyn
- Peter MacNeill ... Mr. Schenck, presidente dos estúdios FOX
- Tony Nardi .... Johnny Hyde, agente de Marilyn
- Barry Flatman ... Mr. Zanuck, chefe da 20th Century Fox
- Tamara Hickey ... Patricia Kennedy Lawford
- Eva Amurri Martino ... Gladys Monroe Mortenson, jovem
- Gloria Gruber ... Ida Bolender
- Angela Vint ... Pat Newcomb, publicitário de Marilyn
- Vickie Papavs ... Mrs. Murray, governanta de Marilyn
- Morgan Kelly ... Tom Kelly, fotografo
- Michael Rash ... Billy Wilder, diretor de Marilyn
- Norm Owen ... Richard Sherman
- Neil Chone ... Don Lyon
- Jeff Kassel ... Dr. Ennis, doutor de Gladys
- Sarah Booth ... Mrs. Kelly
- Carolina Bartczak ... Phyllis

## Recepção
No Rotten Tomatoes a série tem uma aprovação de 55% com base em 11 avaliações com uma classificação média de 6/10. O consenso crítico do site diz: "Oferecendo poucas revelações, The Secret Life of Marilyn Monroe segue o mesmo caminho usado por muitas outras biografias de Monroe, apesar de um desempenho admirável de Kelli Garner". No Metacritic, a série tem uma pontuação de 55 de 100 com base em 12 resenhas, indicando "críticas mista ou média".
A revista Variety classificou como nocauteante o desempenho de Kelli Garner como Marilyn Monroe. O The Hollywood Reporter disse que a minissérie pouco surpreende ou inspira, e que "é preciso mais do que uma voz delicada e um cabelo dourado para interpretar Monroe". O jornal britânico The Guardian escreveu que "[Susan] Sarandon é naturalmente a melhor atriz do elenco", e que o "espectador não vai odiar a Monroe de Garner, mas há algo sobre ela que parece soar falso". O New York Post disse que a minissérie "lança um olhar compassivo de uma estrela cuja beleza fez dela uma lenda". A Us Weekly disse que "a icônica Marilyn Monroe é um personagem difícil de interpretar, ou você faz jus ao seu sexpot ou beira a caricatura" e que "Garner interpreta ela com nuance e sutileza".